# هریهواری کراسوفسکی
هریهواری کراسوفسکی (انگلیسی: Hryhoriy Krasovsky؛ زادهٔ ۸ اکتبر ۱۹۸۲) بازیکن فوتبال اهل اوکراین است.